# Aida Fernández Ríos
Aida Fernández Ríos (Vigo, 4 de marzo de 1947 – Moaña, 22 de diciembre de 2015) fue una científica, doctora en biología y oceanógrafa española.

## Biografía
Nació en el seno de una familia trabajadora, en el barrio de Peniche (Vigo). Comenzó sus estudios en la Escuela de Comercio de Vigo, pero siendo muy joven y por cuestiones familiares tuvo que ponerse a trabajar en una imprenta. No obstante, su entorno la animó a proseguir sus estudios de Peritaje Mercantil, que finalizó acudiendo a clases de refuerzo en la Alianza Francesa. Allí conoció a una investigadora en especies marinas del Instituto de Investigaciones Pesqueras y Fernández Ríos se quedó impresionada con su trabajo. La experta la animó a presentarse a las oposiciones para ayudante dentro del organismo perteneciente al Centro de investigaciones Científicas (CSIC). Aprobó el examen y desde 1972 empezó a trabajar como auxiliar de laboratorio, en el Instituto de Investigaciones Pesqueras IIP (Instituto de Investigaciones Marinas IIM-CSIC en la actualidad) en Vigo.
Compagió su trabajó con los estudios de Biología, que inició en la Universidad de Vigo y continuó en Santiago. Recibió su grado doctoral en biología en 1992 por la Universidad de Santiago de Compostela con la tesis El fitoplancton en la ría de Vigo y sus condiciones ambientales, dirigida por Fernando Fraga.
Siempre estuvo muy vinculada a su ciudad natal, participando en diversos círculos y asociaciones locales como la creada para el impulso y dinamización de la zona, la Asociación de Vigueses Distinguidos o en causas solidarias y sociales como la Red Vecinal de Mulleres Contra os Malos Tratos de Vigo.
Murió en un accidente automovilístico en Moaña el 22 de diciembre de 2015.

## Trayectoria e investigaciones
Fernández Ríos participó en más de 50 proyectos de investigación en todo el mundo, realizando estancias en reconocidos centros. En Europa, en el James Rennell Center for Ocean Circulation de Southampton y en el Laboratoire de Physique des Océans (CRNR-IFREMER-Université) en Brest, y en Estados Unidos en el Brookhaven National Laboratory Associated Universities en Long Island, entre otros.Participó en 30 campañas oceanográficas realizadas en los océanos Atlántico e Índico y en la Antártida, de las que fue jefa científica en 5 de ellas.
Es considerada "una de las expertas principales de Europa" en la relación entre las emisiones de dióxido de carbono de origen antropogénica y el aumento de la acidez en el agua del mar, principalmente en el Océano Atlántico. 
También investigó sobre la profundidad del océano y los cambios en pH que ocurren. A través de su trabajo, Fernández Ríos argumentó que las observaciones de la acidez aumentada en el Océano Atlántico se explican por los  cambios en la acumulación del dióxido de carbono producido por la actividad humana más que por las fuentes naturales.
Publicó más de un centenar de trabajos de investigación en revistas internacionales, 92 en revistas del SCI (Scientific Citation Index) con más de 3.000 citas, además de las publicaciones en la revista Science. También fue revisora de numerosas publicaciones científicas y participó en más de 50 conferencias internacionales.
Fue la primera mujer directora del Instituto de Investigaciones Marinas (IMM) y promocionó hasta el grado más alto en el CSIC, el de Profesora de Investigación.
De 2006 a 2011, fue directora del Consejo de Búsqueda Nacional español, y también presidió el comité español perteneciente al Comité Internacional Geosfera de Programa de la Biosfera estudiando cambio climático de 2005 a 2011.
Se convirtió en la tercera mujer en ingresar en la Real Academia Gallega de Ciencias (RAGC) el 6 de junio de 2015, año en el que la institución comenzó una nueva etapa, incidiendo en la presencia de las mujeresa investigadoras, históricamente relegadas en la RAGC. Fernández Ríos dio su discurso inaugural sobre la acidez creciente del Océano Atlántico debido a dióxido de carbono, "Acidificación del Mar: Unha consecuencia das emisións de CO2."

## Honores y premios

### Eponimia
La Real Academia Gallega de Ciencias y la Diputación de Pontevedra organizaron en 2020 la I Edición del Ciclo de Conferencias Aida Fernández Ríos, para difundir la ciencia y la tecnología y promocionar la labor científica realizada en Galicia.
En 2016, la Universidad de Alicante estableció el Premio Aida Fernández Ríos en honor a ella y para conceder a la mejor presentación oral hecha en el Simposio Internacional de Ciencias del Mar SIQUIMAR.
En 2001 fue galardonada con el premio Galega Destacada por toda su carrera científica.